# Nataniel Sánchez
Nataniel Sánchez, nata Nataniel Sánchez Varela (Lima, 15 marzo 1991), è un'attrice peruviana.

## Filmografia parziale
- María Pía y Timoteo (2001-2004)
- Condominio S.A. (2006)
- Animateens (2007-2008)
- Un amor indomable (2007)
- Así es la vida (2008)
- Habacilar: Amigos y rivales (2008)
- Habacilar: Mejores Amigos y rivales (2008)
- Al fondo hay sitio (2009-2016)
- Very Verano (2011)
- Sueña Quinceañera (2016)
- Cumbia Pop 2030 (piloto) (2017)
- Pensión Soto (2017)